# Paps of Jura
Paps of Jura är en bergstopp i Storbritannien.   Den ligger i kommunen Argyll and Bute och riksdelen Skottland, i den nordvästra delen av landet, 600 km nordväst om huvudstaden London. Toppen på Paps of Jura är 785 meter över havet. Paps of Jura ligger på ön Jura.
Terrängen runt Paps of Jura är kuperad österut, men västerut är den platt. Havet är nära Paps of Jura åt nordväst. Paps of Jura är den högsta punkten i trakten. Trakten runt Paps of Jura består i huvudsak av gräsmarker.